# الدين في الفلبين
الدين في الفلبين حسب تقديرات وكالة المخابرات المركزية سنة 2010

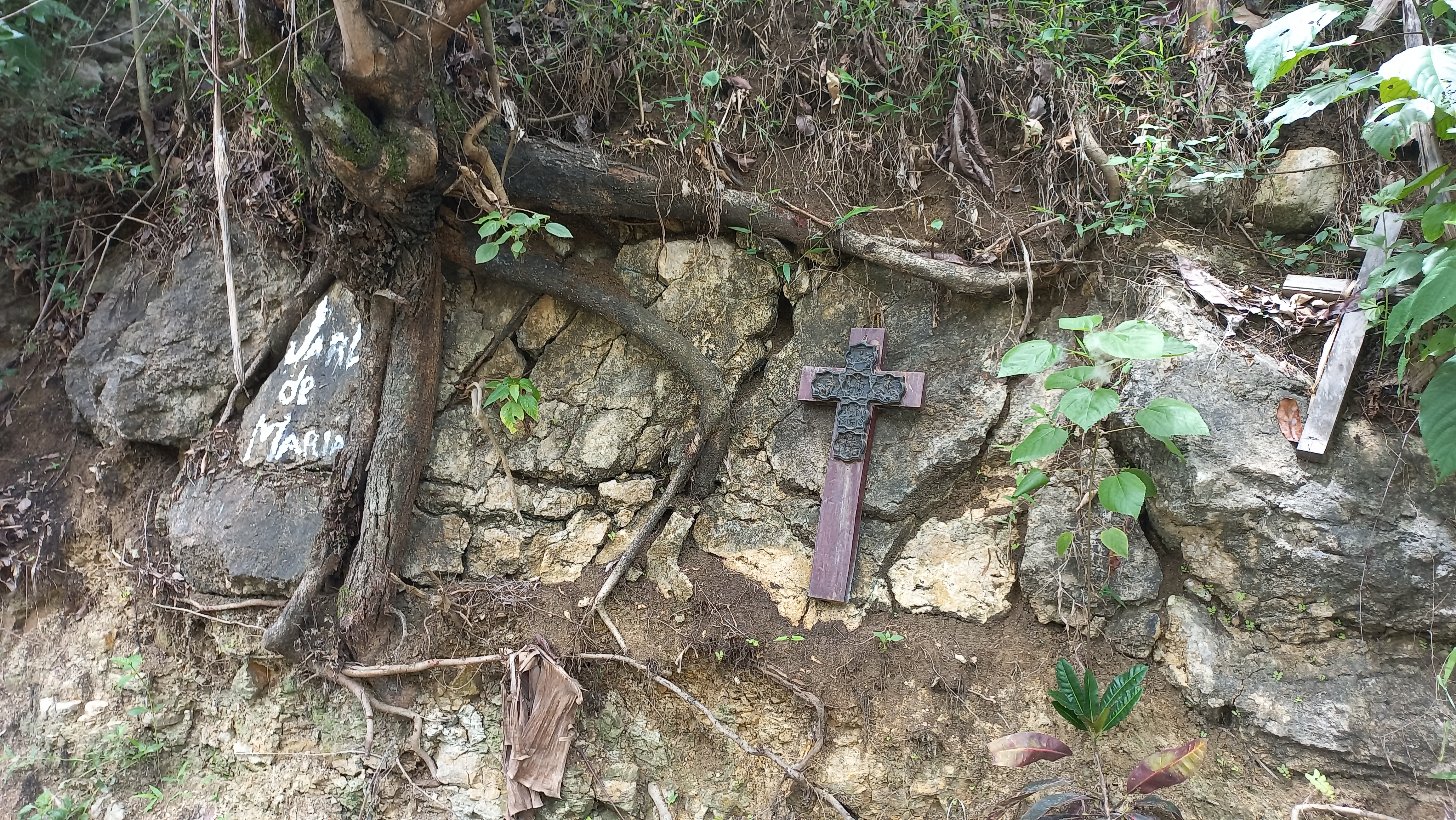
صليب يظهر معلقا على جنبات أحد الطرق بالفلبين

يتميز الدين في الفلبين بأن الغالبية العظمى من الأشخاص تتبع الدين المسيحي. ما لا يقل عن 92% من السكان مسيحيون؛ ينتمي نحو 81% إلى الكنيسة الكاثوليكية بينما ينتمي نحو 11% إلى البروتستانتية، والأرثوذكسية، والترميمية، والكاثوليكية المستقلة، وغيرها من الطوائف مثل الكنيسة الفلبينية المستقلة، وإغليشا ني كريستو، وكنيسة مجيئيو اليوم السابع، وكنيسة المسيح المتحدة في الفلبين، وأعضاء كنيسة الله الدولية، والإنجيليين. الفلبين هي دولة علمانية رسميًا، إذ يضمن الدستور الفصل بين الكنيسة والدولة، وتلزم الحكومة احترام جميع المعتقدات الدينية على قدم المساواة.
وفقًا لاستطلاعات الرأي الدينية الوطنية، إن نحو 5.6% من سكان الفلبين هم من المسلمين، الأمر الذي يجعل الإسلام ثاني أكبر ديانة في البلاد. مع ذلك، ذكرت تقديرات عام 2012 للجنة الوطنية لمسلمي الفلبين أن هناك 10.7 مليون مسلم، أو ما يقارب 11% من مجموع السكان. يعيش أغلب المسلمين في أجزاء من مينداناو، وبالاوان، وأرخبيل سولو، وهي منطقة تُعرف باسم بانجسامورو أو منطقة مورو. هاجر بعضهم إلى المناطق الحضرية والريفية في أنحاء مختلفة من البلد. يمارس معظم الفلبينيين المسلمين الإسلام السني وفقًا لمدرسة الشافعي. بعض من المسلمين يتبعون الجماعة الأحمدية.
يمارس دينَ الأسلاف، وهو الدين التقليدي للفلبينيين الذي سبق المسيحية والإسلام، ما يُقارب 2% من السكان، وهم العديد من الشعوب الأصلية، والجماعات القبلية، والأشخاص الذين عادوا إلى الديانات التقليدية من الديانات الكاثوليكية/المسيحية أو الإسلامية. تتوافق هذه الأديان غالبًا مع المسيحية والإسلام. أما البوذية، فتمارسها نسبة 2% من السكان من المجتمع الياباني الفلبيني. يُمارَس دين الأسلاف أيضًا في المجتمعات الصينية بالإضافة إلى الطاوية والدين الشعبي الصيني. هنالك عدد أقل أيضًا من أتباع السيخية والهندوسية. إن أكثر من 10% من السكان غير متدينين، وتتداخل نسبة غير المتدينين مع مختلف الأديان إذ تختار الغالبية العظمى من غير المتدينين دينًا في التعداد السكاني لأغراض اسمية.
وفقًا لتعداد عام 2010، كان الإنجيليون يشكلون 2% من السكان، ولكن استطلاعات وبيانات عام 2010، مثل مشروع جوشوا وكتاب «عملية العالم»، قدرت عدد السكان الإنجيليين بنحو 11-13% من التعداد السكاني. هي نسبة قوية بشكل خاص بين المجتمعات الأمريكية والكورية، وفي لوزون الشمالية خاصة في منطقة كورديليرا الإدارية، وفي مينداناو الجنوبية، والعديد من الجماعات القبلية الأخرى في الفلبين. حقق البروتستانت معدل نمو سنوي كبيرًا يصل إلى 10% منذ عام 1910 وحتى عام 2015 سواءً على الصعيد الرئيسي أو الإنجيلي.

## المسيحية
وصلت المسيحية إلى الفلبين برسو سفينة فرناندو ماجلان في عام 1521. في عام 1543، أطلق المستكشف الإسباني روي لوبيس دي فيلالوبوس اسم أرخبيل لاس أيسلاس فيليبيناس تكريمًا لفيليب الثاني من إسبانيا الذي كان في ذلك الوقت أمير جرندة والأستورياس تحت إمرة والده كارلوس الخامس، الإمبراطور الروماني المقدس الذي كان أيضًا ملك أسبانيا مثل كارلوس الأول. قاد النشاط التبشيري خلال الحكم الاستعماري للبلاد من قبل إسبانيا والولايات المتحدة إلى تحول الفلبين أولًا، ثم إلى جانب تيمور الشرقية، قاد إلى واحدة من دولتين ذات أغلبية كاثوليكية في شرق آسيا، مع ما يقارب 92.5% من السكان الذين ينتمون إلى الإيمان المسيحي.

### الكاثوليكية
الكاثوليكية هي الديانة السائدة وأكبر طائفة مسيحية، ويقدَّر أن نحو 80.6% من السكان ينتمون إلى هذا الإيمان في الفلبين. تتبع البلاد تقليدًا كاثوليكيًا إسبانيًا كبيرًا، وتشكل الكاثوليكية على النمط الإسباني جزءًا لا يتجزأ من الثقافة التي اكتُسبت من الكهنة والرهبان.
تملك الكنيسة الكاثوليكية تأثيرًا كبيرًا في المجتمع الفلبيني وسياسته. من بين الأحداث النموذجية هنا دور التسلسل الهرمي الكاثوليكي خلال الثورة الفلبينية اللادموية في عام 1986. في ذلك الوقت، ناشد رئيس أساقفة مانيلا والرئيس الفعلي للفلبين خايمي سين الجمهور عبر الإذاعة للتجمع على طول شارع إيبيفانيو دي لوس سانتوس دعمًا لقوات المتمردين. رد نحو سبعة ملايين شخص على الدعوة في الفترة ما بين 22 و25 فبراير، ونجحت الاحتجاجات السلمية في إجبار الرئيس فرديناند إي. ماركوس على الخروج من السلطة والنفي إلى هاواي.
هنالك العديد من الأعياد الكاثوليكية ذات الأهمية الثقافية مثل المناسبات العائلية، وهي تُلاحَظ في التقويم المدني، وأهمها عيد الميلاد الذي يتضمن احتفالات العام الجديد المدني، والأسبوع المقدس الأكثر رسمية الذي قد يُحتفل به في شهر مارس أو أبريل. في شهر نوفمبر من كل عام، تحتفل العائلات الفلبينية بيوم جميع القديسين ويوم ذكرى الأموات كعطلة واحدة تكريمًا للقديسين والموتى، ويزورون قبور الأجداد وينظفونها، ويقدمون الصلوات والولائم. اعتبارًا من عام 2018، أُضيفت وليمة الحمل الطاهر في 8 ديسمبر لتكون عطلة رسمية خاصة.

#### الزيارات البابوية
- كان البابا بولس السادس هدفًا لمحاولة اغتيال في مطار مانيلا الدولي في الفلبين في عام 1970. اندفع المهاجم، وهو رسام سريالي بوليفي يُدعى بينجامين مندوزا إي آمور فلورس، نحو البابا بول وبيده كريس (خنجر إندونيسي مموج)، لكن قُبض عليه.
- زار البابا يوحنا بولس الثاني البلد مرتين في عامي 1981 و1995. سُجّل القداس الأخير للحدث بحضور 4 ملايين شخص، وكان يُعدّ أكبر حشد بابوي في التاريخ في ذلك الوقت.
- اعتذر البابا بنيديكت السادس عشر دعوة الكاردينال غودينسيو روزاليس ورئيس المجلس المركزي أنجيل لاجودينيو لزيارة البابا بسبب جدوله الزمني المزدحم.
- زار البابا فرانسيس البلاد في شهر يناير من عام 2015، وكان عدد الحضور في القداس الختامي في مدرج كويرينو «المعروف أيضًا بمدرج الاستقلال» نحو 6 ملايين شخص، محطمًا بذلك الرقم القياسي في قداس البابا يوحنا بولس في نفس المكان قبل عشرين عامًا.

### الكنيسة الفلبينية المستقلة
الكنيسة الفلبينية المستقلة هي طائفة مسيحية مستقلة في شكل كنيسة وطنية في الفلبين. أعلن أعضاء اتحاد العمال الديمقراطيين في الفلبين انشقاقها عن الكنيسة الكاثوليكية في عام 1902 بسبب سوء معاملة الكهنة الإسبان للفلبينيين، وإعدام خوسيه ريزال القومي في ظل الحكم الاستعماري الإسباني.
كان إيسابيلو دي لوس رييس أحد البادئين بالانفصال، واقترح أن يكون القس الكاثوليكي السابق غريغوريو أغليباي رئيسًا للكهنة.

### إغليشا ني كريستو
إغليشا ني كريستو (بالعربية: كنيسة المسيح) (بالإسبانية: Iglesia de Cristo)‏ هي أكبر منظمة دينية أنشأها السكان الأصليون بالكامل في الفلبين، وتشكل نحو 1.5% من الانتماءات الدينية في الفلبين. سجل فيليكس مانالو الكنيسة رسميًا لدى الحكومة الفلبينية في 27 يوليو عام 1914، ونتيجة لذلك تصفه معظم المنشورات بأنه مؤسس الكنيسة. زعم فيليكس مانالو أنه كان يرمم كنيسة المسيح التي فقدت منذ 2,000 سنة. توفي في 12 أبريل عام 1963 عن عمر ناهز 76 عامًا.
تشتهر إغليشا ني كريستو ببعثاتها الإنجيلية الكبيرة، التي كانت أكبرها البعثة الإنجيلية الكبرى.

### خدمة يسوع المعجزة الصليبية الدولية
خدمة يسوع المعجزة الصليبية الدولية هي مجموعة دينية خمسينية من الفلبين تؤمن بإنجيل يسوع المسيح، وعلاماته، وعجائبه، ومعجزاته، والإيمان بالله من أجل الشفاء. أسسها المبَشّر ويلد إي. ألميدا في 14 فبراير عام 1975.

### أعضاء كنيسة الله الدولية
أعضاء كنيسة الله الدولية هي منظمة دينية معروفة شعبيًا من خلال برنامجها التلفزيوني الفلبيني، أنغ ديتينغ دان (البرنامج باللغة الإنجليزية «الطريق القديم»).
تشتهر الكنيسة بـ«معارض الكتاب المقدس»، حيث يُمنح الضيوف والأعضاء فرصة طرح أي سؤال كتابي على «الخادم العام» إليسو سوريانو. يدحض ورفاقه تعاليم الديانات المطروحة «غير الإنجيلية»، وفقًا لسوريانو، ويناقشون المقاطع المثيرة للجدل. أنشؤوا أيضًا الأعمال الخيرية إلى جانب الوعظ العام. من بين هذه الخدمات الإنسانية دُور خيرية لرعاية كبار السن والأطفال والمراهقين اليتامى، ومنازل مؤقتة، وبعثات طبية، ومنح جامعية كاملة، وتوفير رأس المال لبدء مشاريع كسب العيش، والتدريب المهني للكفاءات المختلفة، والمساعدة القانونية المجانية، وركوب الحافلات، والجيبيني «حافلات فلبينية»، وقطارات للركاب وكبار السن والإنجليين بالمجان. إنها الآن واحدة من أكبر الجهات المانحة للدم في الفلبين، وقد اعترف بذلك الصليب الأحمر الوطني الفلبيني.

### أخرى
هنالك العديد من الطوائف والحركات المسيحية:
- كنيسة الله المقدسة في يسوع المسيح
- الكنيسة الرسولية الكاثوليكية وهي كنيسة كاثوليكية مستقلة
- الأرثوذكسية
- البروتستانتية
- كنيسة يسوع المسيح لقديسي الأيام الأخيرة
- حركة طلاب الكتاب المقدس
- كنيسة مجيئيو اليوم السابع
- الكنيسة الخمسينية المتحدة الدولية
- كنائس المسيح
- كنيسة التوحيد

## الإسلام
وصل الإسلام إلى الفلبين في القرن الرابع عشر مع وصول التجار المسلمين من الخليج العربي وجنوب الهند، وأتباعهم من العديد من الحكومات السلطانية في جنوب شرق آسيا البحري. وصلت هيمنة الإسلام إلى شواطئ خليج مانيلا، وهو موطن للعديد من الممالك الإسلامية. خلال الحكم الإسباني، شهد الإسلام تراجعًا سريعًا باعتباره الإيمان السائد في الفلبين نتيجة إدخال المبشرين الإسبان الرومانية الكاثوليكيةَ، وقد أُدخلت أيضًا عبر محاكم التفتيش الإسبانية. كانت القبائل الفلبينية الجنوبية من بين المجتمعات الفلبينية القليلة من السكان الأصليين التي قاومت الحكم الإسباني والتحولات إلى الرومانية الكاثوليكية. تتبع الغالبية العظمى من المسلمين في الفلبين الإسلامَ السنّي في مدرسة الفقه الشافعي، مع أقلية شيعية وأحمدية. الإسلام هو أقدم دين توحيدي مسجل في الفلبين.
وفقًا لهيئة الإحصاءات الفلبينية، إن نسبة السكان المسلمين في الفلبين في عام 2015 بلغت 5.57%. ومع ذلك، أشارت تقديرات عام 2012 للجنة الوطنية لمسلمي الفلبين إلى وجود 10.7 مليون مسلم، أو ما يقارب 11% من إجمالي السكان.

### التاريخ
في عام 1380، وصل أول تاجر عربي إلى أرخبيل سولو وجولو في الفلبين، ورُسّخ الإسلام في البلاد من خلال التجارة في جميع أنحاء الجزيرة. كان مسجد الشيخ كريم المقدم أول مسجد أُنشئ في الفلبين في سيمونول في مينداناو في القرن الرابع عشر. ساعدت المستوطنات اللاحقة التي أنشأها المبشرون العرب الذين سافروا إلى ماليزيا وإندونيسيا على تعزيز الإسلام في الفلبين، وكل مستوطنة يحكمها داتو، وراجا، وسلطان.
بحلول القرن التالي، وصلت الفتوحات إلى جزر سولو في الطرف الجنوبي من الفلبين حيث كان السكان روحانيين، وأخذت مهمة تحويل السكان الروحانيين إلى الإسلام بحماس متجدد. بحلول القرن الخامس عشر، أصبح نصف لوزون (شمال الفلبين) وجزر مينداناو في الجنوب خاضعين لمختلف السلطنات المسلمة في بورنيو، وأصبح معظم سكان الجنوب منتمين إلى الإسلام. مع ذلك، كانت المجتمعات الهندوسية البوذية بقيادة الراجا والداتو، الذين قاوموا الإسلام بقوة، تهيمن على جزيرة بيسايا إلى حد كبير. قد يكون ذلك أحد أسباب الكوارث الاقتصادية والسياسية التي تتسبب بإثارة ذعر القراصنة المسلمين من منطقة مينداناو في أثناء تلك الغارات. هذه الهجمات المتكررة أفسحت المجال لتسمية سيبو الحالية باسم سوجبو أو الأرض المحروقة والتي كانت تقنية دفاعية نفذها البيسانيون كي لا يملك القراصنة الكثير لنهبه.
مورو (المشتقة من الكلمة الإسبانية التي تعني موريون) هي التسمية الموروثة من الإسبان للمسلمين الفلبينيين والجماعات القبلية في مينداناو. يسعى شعب المورو إلى إنشاء إقليم إسلامي مستقل في مينداناو يحمل اسم بانجسامورو. مصطلح بانجسامورو هو مزيج من كلمة الملايو القديمة، وتعني الأمة أو الدولة، مع كلمة مورو الإسبانية، التي تعني موريون. حدث تمرد كبير للمورو خلال الحرب الفلبينية الأمريكية. استمرت الصراعات والتمرد في الفلبين منذ فترة ما قبل الاستعمار وحتى الوقت الحاضر.

### منطقة مينداناو المسلمة
تتألف منطقة الحكم الذاتي في مينداناو المسلمة من مقاطعات الفلبين ذات الأغلبية المسلمة، وهي: باسيلان (باستثناء مدينة إيزابيلا)، ولاناو ديل سور، وماغوييندانايو، وسولو، وتاوي تاوي، ومدينة مراوي. إنها المنطقة الوحيدة التي تملك حكومة خاصة بها. تقع العاصمة الإقليمية في مدينة كوتاباتو، مع أن هذه المدينة تقع خارج نطاق ولايتها القضائية.

## اليهودية
في تسعينيات القرن السادس عشر، سُجّل وصول بعض اليهود الفارين من محاكم التفتيش إلى الفلبين. يقع الكنيس الوحيد في البلاد، بيت يعقوب، في ماكاتي. هناك يهود آخرون في أماكن أخرى من البلاد، ولكن هؤلاء أقل بكثير وجميعهم عابرون تقريبًا، إما دبلوماسيون أو مبعوثون تجاريون، ووجودهم غير معروف تمامًا في المجتمع السائد. هناك عدد قليل من الإسرائيليين في مانيلا يجندون مقدمي الرعاية لإسرائيل، بعضهم يعمل في مراكز الاتصال، وبعضهم رجال أعمال، وهناك عدد قليل من المديرين التنفيذيين الآخرين.

## الهندوسية
أدخلت إمبراطورية سريفيجايا وإمبراطورية ماجاباهيت، اللتان تُعرفان الآن بماليزيا وإندونيسيا، الهندوسيةَ والبوذية إلى الجزر. عُثر على تماثيل قديمة للآلهة الهندوسية البوذية في الفلبين يعود تاريخها إلى نحو 600 إلى 1600 سنة من الوقت الحاضر.

## الروحانية
يُشار إليها ببساطة باسم الأساطير الفلبينية أو ديانات أسلاف الفلبين الأصلية، وهي مجموعة من الأساطير والحكايات والخرافات التي يحتفظ بها الفلبينيون (تتكون من أكثر من مئةٍ من الشعوب العرقية في الفلبين)، وتنشأ في الغالب من المعتقدات السائدة خلال العصر ما قبل الإسباني.

## البهائية
بدأت البهائية في الفلبين في عام 1921 مع أول زيارة للبهائيين إلى الفلبين في ذلك العام، وبحلول عام 1944، تأسست جمعية روحية محلية بهائية.

## البوذية
لا يوجد سجل مكتوب عن البوذية المبكرة في الفلبين. ومع ذلك، يمكن للاكتشافات الأثرية والمراجع القليلة في السجلات التاريخية للدول الأُخرى أن تخبرنا عن وجود البوذية من القرن التاسع فصاعدًا في الجزر.

## اللادينية
إن 11% تقريبًا من السكان لادينيين. وضعت مصادر أخرى نسبة أقل من 0.1% من السكان.